# 題幹
題幹（法語：Vignette）是指在考試、測驗或工作紙的題目中，當有多題題目需參閱的共同內容。

## 語源
“Vignette”這個詞語源自法語，原指一篇短小的文學作品。

## 題幹的配置
題幹的出現，在於使某一特定題目的問題在出題時可以更靈活，特別是當出題工作電子化之後。過去，擬卷人在撰題時，往往只會為某一題幹編寫有限數量的題目。當出題過程電子化以後，擬卷人可以輕易的修改現有題目，使之成為一條新題目。一方面，可以因應學生的學習差異而提供不同程度的考卷；二來當有關問題在下一次評估時再出現，擬卷人可以選擇不同版本的題目，以避免因為有考生從上一次評估的考生得悉題目而作弊。

## 例子

### 單一題幹對應多題題目
孔子的名著論語，想必許多人都有讀過。
1. 請問論語的作者是?
2. 請問論語的中心思想是?
3. 你認為論語能對社會帶來何種幫助?

### 單一題目對應多題題幹
但是，一個乘客大聲告訴他的鄰座：「那是假的！那是假的！……」無人知道他們在討論什麼，我卻懂得他所以嘶喊的用意：因為我已經看見了他發光的聲音；並因之而看見人們僵直的面孔，被點燃了的眼睛。商禽-《水葫蘆》
1. 請問你認為商禽對他們的想法是?
2. 請問你，商禽所說的發光的聲音是?

商禽詩不僅描述生動，更對華人社會有一定影響。
那個年輕的獄卒發覺囚犯們每次體格檢查時身長的逐月增加都是在脖子之後，他報告典獄長說：「長官，窗子太高了！」而他得到的回答卻是：「不，他們瞻望歲月。」《 長頸鹿 》商禽
1. 請問瞻望歲月所代表什麼?
2. 為什麼犯人和長頸鹿有關係?
3. 你認為華人社會還有什麼代表性的詩人?

### 自由題幹
張三丰認為道教是儒釋道三者的起源，請問你對於以上觀點有何看法？(請詳述五十字以上)